# Kéner González
Kéner Nicolás González Mosquera (Balboa, Cauca; 5 de octubre de 2005) es un futbolista colombiano. Juega como mediocampista central y su equipo actual es el América de Cali de la Primera División de Colombia.

## Carrera en clubes

### Internacional F. C.

#### Llegada al profesionalismo
Tras competir en diferentes torneos juveniles en las Inferiores del Internacional de Palmira, finalmente el 13 de mayo de 2023 debuta en el profesionalismo, bajo la dirección de Jorge Peralta, en un partido ante el Bogotá F. C. por el Torneo de Ascenso 2023, ingresando al juego como inicialista.

#### Consolidación en el profesionalismo
Para inicios del Torneo de Ascenso 2024 logra asentarse en el primer equipo, disputando más partidos y de esta manera volviéndose importante para el plantel de Carlos Hernández y, posteriormente de Héctor Cárdenas.

## Selección nacional

### Colombia Sub-20
Su primer acercamiento a su selección nacional se da en mayo de 2024 cuando es citado para un microciclo preparatorio por el entonces DT de la selección de Colombia Sub-20, César Torres.
Su debut en la categoría se da el 27 de junio de 2024 en un amistoso frente a la selección de Perú Sub-20, ingresando al juego como inicialista. Su primer gol lo marca el 6 de julio de 2024 en un amistoso frente a la selección de Honduras Sub-20 al minuto 34’ de juego.
Posteriormente es convocado nuevamente por César Torres para disputar en Venezuela el Campeonato Sudamericano Sub-20 de 2025, en el que Colombia obtuvo medalla de bronce.

## Estadísticas

### Clubes
Actualizado al último partido jugado el 28 de septiembre de 2024.
| Club                           | Div.          | Temporada     | Liga  | Liga  | Liga   | Copas | Copas | Copas  | Internacional | Internacional | Internacional | Total | Total | Total  | Media goleadora |
| Club                           | Div.          | Temporada     | Part. | Goles | Asist. | Part. | Goles | Asist. | Part.         | Goles         | Asist.        | Part. | Goles | Asist. | Media goleadora |
| ------------------------------ | ------------- | ------------- | ----- | ----- | ------ | ----- | ----- | ------ | ------------- | ------------- | ------------- | ----- | ----- | ------ | --------------- |
| Internacional F. C. · Colombia | 2.ª           | 2023          | 1     | -     | -      | -     | -     | -      | -             | -             | -             | 1     | -     | -      | -               |
| Internacional F. C. · Colombia | 2.ª           | 2024          | 17    | -     | -      | -     | -     | -      | -             | -             | -             | 17    | -     | -      | -               |
| Internacional F. C. · Colombia | 2.ª           | 2025          | -     | -     | -      | -     | -     | -      | -             | -             | -             | -     | -     | -      | -               |
| Internacional F. C. · Colombia | Total club    | Total club    | 18    | -     | -      | -     | -     | -      | -             | -             | -             | 18    | -     | -      | -               |
| Total carrera                  | Total carrera | Total carrera | 18    | -     | -      | -     | -     | -      | -             | -             | -             | 18    | -     | -      | -               |
| 1. 2.                          |               |               |       |       |        |       |       |        |               |               |               |       |       |        |                 |

### Selección de Colombia
Actualizado al último partido jugado el 16 de febrero de 2025.
| Selección nacional        | Temporada                 | Continental | Continental | Continental | Mundiales | Mundiales | Mundiales | Amistosos | Amistosos | Amistosos | Total | Total | Total  | Media goleadora |
| Selección nacional        | Temporada                 | Part.       | Goles       | Asist.      | Part.     | Goles     | Asist.    | Part.     | Goles     | Asist.    | Part. | Goles | Asist. | Media goleadora |
| ------------------------- | ------------------------- | ----------- | ----------- | ----------- | --------- | --------- | --------- | --------- | --------- | --------- | ----- | ----- | ------ | --------------- |
| Sub-20 · Colombia         |                           |             |             |             |           |           |           |           |           |           |       |       |        |                 |
| 2024                      | -                         | -           | -           | -           | -         | -         | 8         | 2         | -         | 8         | 2     | -     | 0,25   |                 |
| 2025                      | 8                         | 2           | -           | -           | -         | -         | 2         | 2         | -         | 10        | 4     | -     | 0,4    |                 |
| Total selección y carrera | Total selección y carrera | 8           | 2           | -           | -         | -         | -         | 10        | 4         | -         | 18    | 6     | -      | 0,33            |
| 1. 2.                     |                           |             |             |             |           |           |           |           |           |           |       |       |        |                 |